# Вачіберадзе Бека Зазайович
Бека Зазайович Вачібера́дзе (груз. ბექა ვაჩიბერაძე; нар. 5 березня 1996, Кутаїсі, Грузія) — грузинський та український футболіст, півзахисник казахстанського клубу «Улитау». Виступав за юнацькі та молодіжну збірні України.

## Клубна кар'єра

### Україна
Після переїзду до України розмовляв лише грузинською мовою, згодом — вивчив російську Вихованець клубів «Чорноморець» (Одеса) та «Шахтар» (Донецьк), кольори яких захищав у ДЮФЛУ. Напередодні свого переходу в донецький клуб побував на перегляді в київському «Динамо», але киянам не підійшов через низький зріст. 24 липня 2013 року розпочав футбольну кар'єру в молодіжній команді донецького «Шахтаря». 26 липня 2014 року дебютував у третій команді «Шахтаря» в програному (0:1) виїзному поєдинку 1-го туру Другої ліги проти білоцерківського «Арсенал-Київщини». Бека вийшов на поле на 76-й хвилині, замінивши Артема Габелка. У складі «Шахтаря-3» зіграв 3 поєдинки в Другій лізі чемпіонату України. Через конфлікт з керівництвом донецького клубу на початку серпня 2015 року як вільний агент залишив розташування команди.

### Іспанія
12 серпня стало відомо, що Вачіберадзе підпише контракт з одним з іспанських клубів. 14 серпня з'явилася інформація, що наступним клубом капітана української молодіжки стане «Бетіс». 27 серпня 2015 року перейшов до севільського «Бетісу». Єдиним голом у футболці другого складу «Бетіса» відзначився 17 серпня 2016 року на 90-й хвилині переможного (4:0) виїзного поєдинку третього дивізіону іспанського чемпіонату проти «Альхісераса». Виступав виключно у складі другої команди севільців. Влітку 2016 року до молодого українця проявляли інтерес декілька європейських клубів, але керівництво «Бетіса» вирішило його не відпускати. 30 січня 2017 року був виключений з заявки «Бетіса Б», за словами гравця причиною цього стала його відмова підписувати новий 4-річний контракт з севільським клубом та бажання Беки залишити розташування клубу по завершенні діючого контракту. А 3 червня 2017 року залишив розташування «Реал Бетіса Б».

### Латвія
На початку січня 2018 року пройшов перегляд у латвійському РФШ (Рига), з яким згодом і підписав контракт. Дебютував у складі столичного клубу 1 квітня 2018 року в переможному (3:1) домашньому поєдинку 1-го туру Вищої ліги проти клубу «МЕТТА/Латвійський університете». Бека вийшов на поле в стартовому складі та відіграв увесь матч. Дебютними голами за столичний клуб відзначився 22 квітня 2018 року на 49-й та 62-й хвилинах переможного (6:0) виїзного поєдинку 4-го туру Вищої ліги проти «Вілмери».

## Кар'єра в збірній

### Україна
З 2011 року викликався до складу юнацьких збірних України різних вікових категорій. З 2015 року викликався до складу молодіжної збірної України, де також виконував функції капітана команди.

### Грузія
Напередодні матчу молодіжної збірної України проти Грузії в березні 2016 року отримав виклик від грузинської сторони, але тоді вирішив, що буде виступати за українську «молодіжку». У листопаді 2017 року отримав футбольне громадянство Грузії. Причиною цього, за словами самого гравця, стало те, що «в українському футболі з'явилося багато політики», окрім цього Бека заявив, що це рішення він прийняв вже давно.

## Стиль гри
«В Одесі Вачіберадзе поставили фантастичний удар з лівої ноги і виховали з нього „універсального солдата“. Його гармата в поєднанні з швидкістю та швидким не по роках футбольним мисленням визначили місце Беки на поле. У «Чорноморці» Беку часто використовували в нападі (витягнутим форвардом), де він міг не тільки демонструвати свої атакуючі навички, а й відточувати їх».
«У „Шахтарі“ Вачіберадзе довелося зміститися на позицію опорного півзахисника і підкоригувати палітру своїх функцій. Тяга до атаки та надпотужніші дальні удари нікуди не поділися, тому шостий номер юнацької команди „гірників“ цілком заслуговує характеристики „півзахисник box-to-box“. Бека непогано відбирає м'яч, але іноді може втратити позицію, що змушує його фолити».

## Особисте життя
Бека — син грузинського футболіста, Зази Вачіберадзе, який відомий своїми виступами за кутаїське «Торпедо».